# Velechrám v Ulmu
Velechrám v Ulmu neboli Ulm Münster je luterský dóm v německém městě Ulmu vystavěný v gotickém stylu. V církevním smyslu nejde o katedrálu, neboť kostel nebyl nikdy sídlem biskupa. Původně se jednalo o katolický dóm, v období reformace přešel do rukou protestantů. Dodnes je díky věži vysoké 161,53 metru nejvyšším kostelem světa. Dóm je 123 m dlouhý a 48 m široký. Rozkládá se přibližně na 8260 m².

## Historie
Stavba katedrály trvala od roku 1377 do roku 1890, protože stejně jako v případě Kolínského dómu byly práce na stavbě přerušeny.
V roce 1419 se začalo s výstavbou kostelní věže. Poté, co v roce 1543 dosáhla výšky asi 100 m, došlo k zastavení veškerých stavebních prací. Bylo to způsobeno celou řadou politických i náboženských faktorů (reformace, třicetiletá válka, válka o španělské dědictví). Svým dílem přispěly i důvody ekonomické, neboť objevení Ameriky v roce 1492 a námořní cesty do Indie roku 1497 způsobilo změnu obchodních cest a následnou ekonomickou stagnaci, jež zasáhla veřejné výdaje.
V další výstavbě dómu se začalo pokračovat až v roce 1817 respektive 1844.
Byly dostavěny tři kostelní věže a konečně 31. května 1890 byla stavba dokončena.
Po svém dokončení v roce 1890 překonal ulmský dóm tehdejší nejvyšší budovu na světě, kolínskou Katedrálu svatého Petra. Jeho status nejvyšší budovy (tedy nepočítaje Washington Monument a Eiffelovu věž) na světě však záhy, v roce 1901, překonala radnice ve Filadelfii.

## Fotogalerie

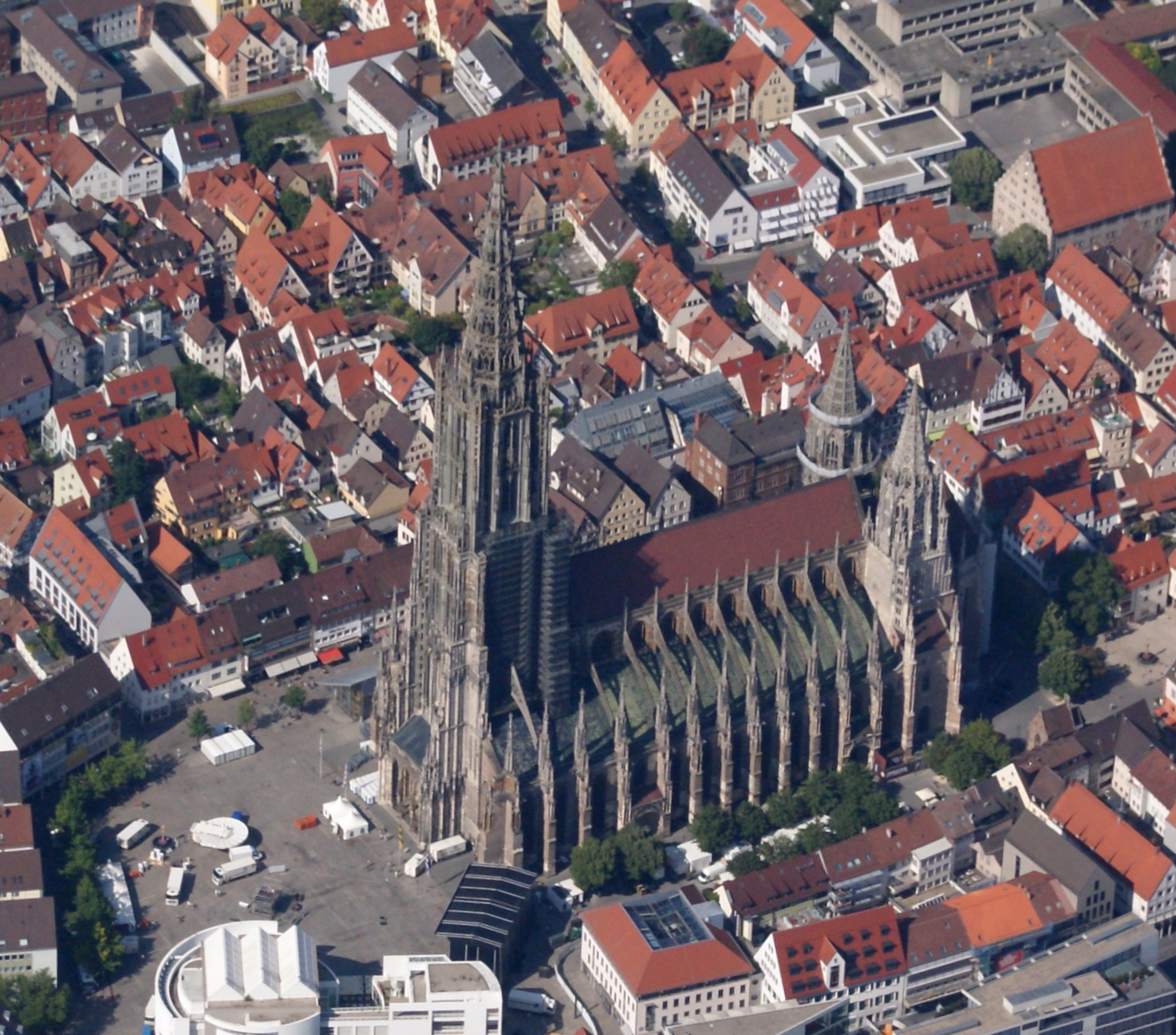
Velechrám v Ulmu z výšky
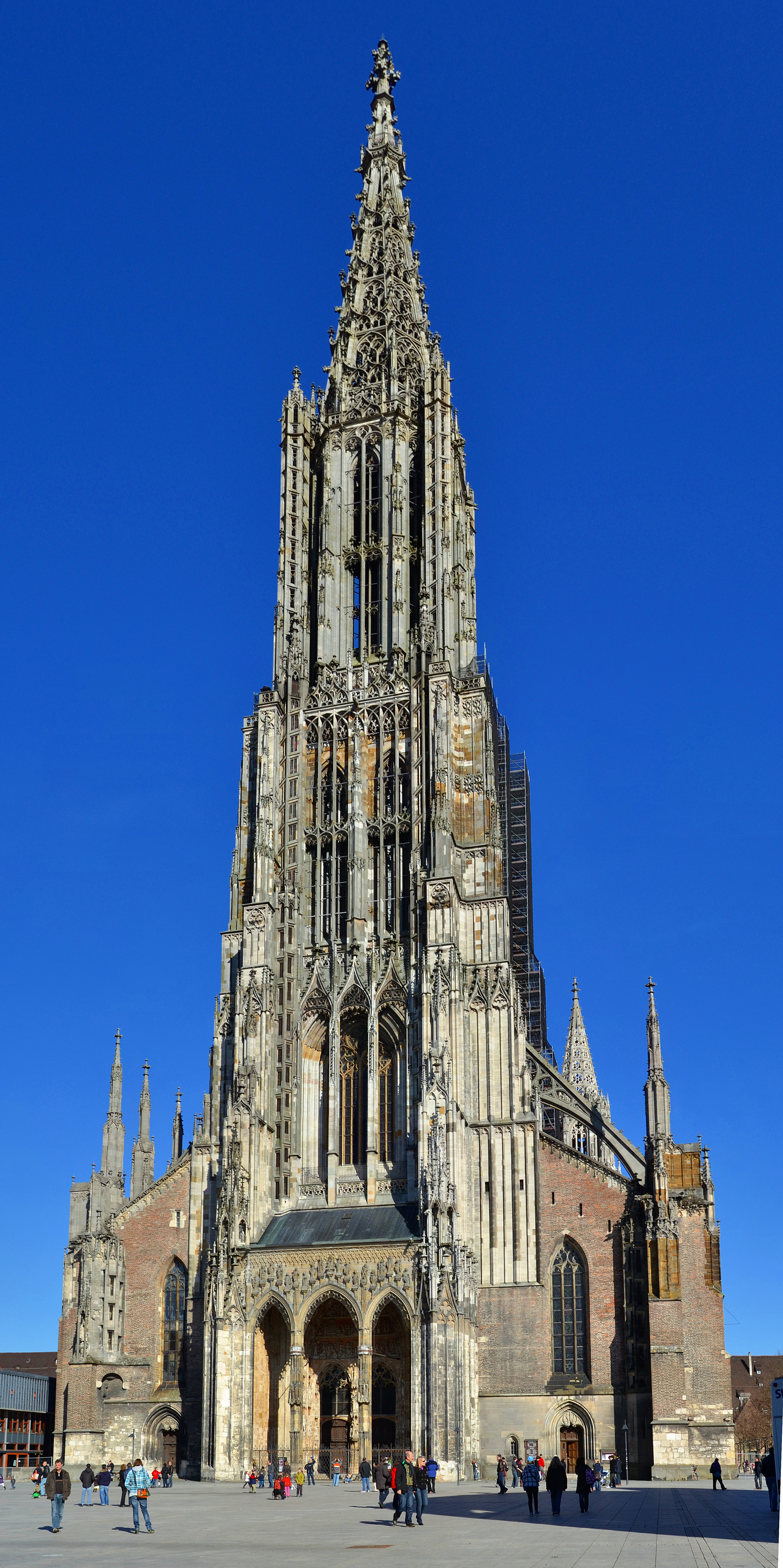
Ulmský dóm
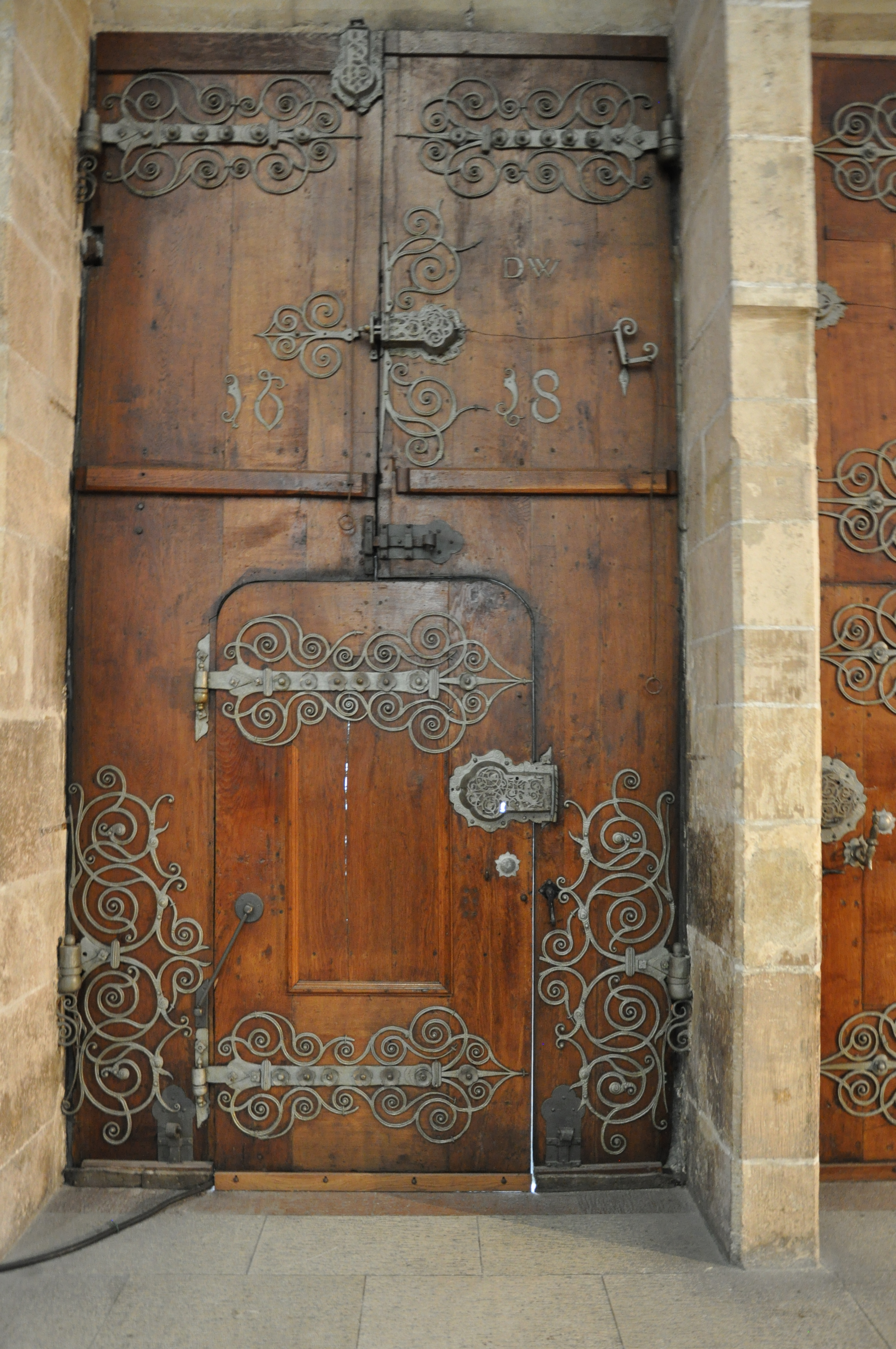
Velechrám v Ulmu (vstupní chod)
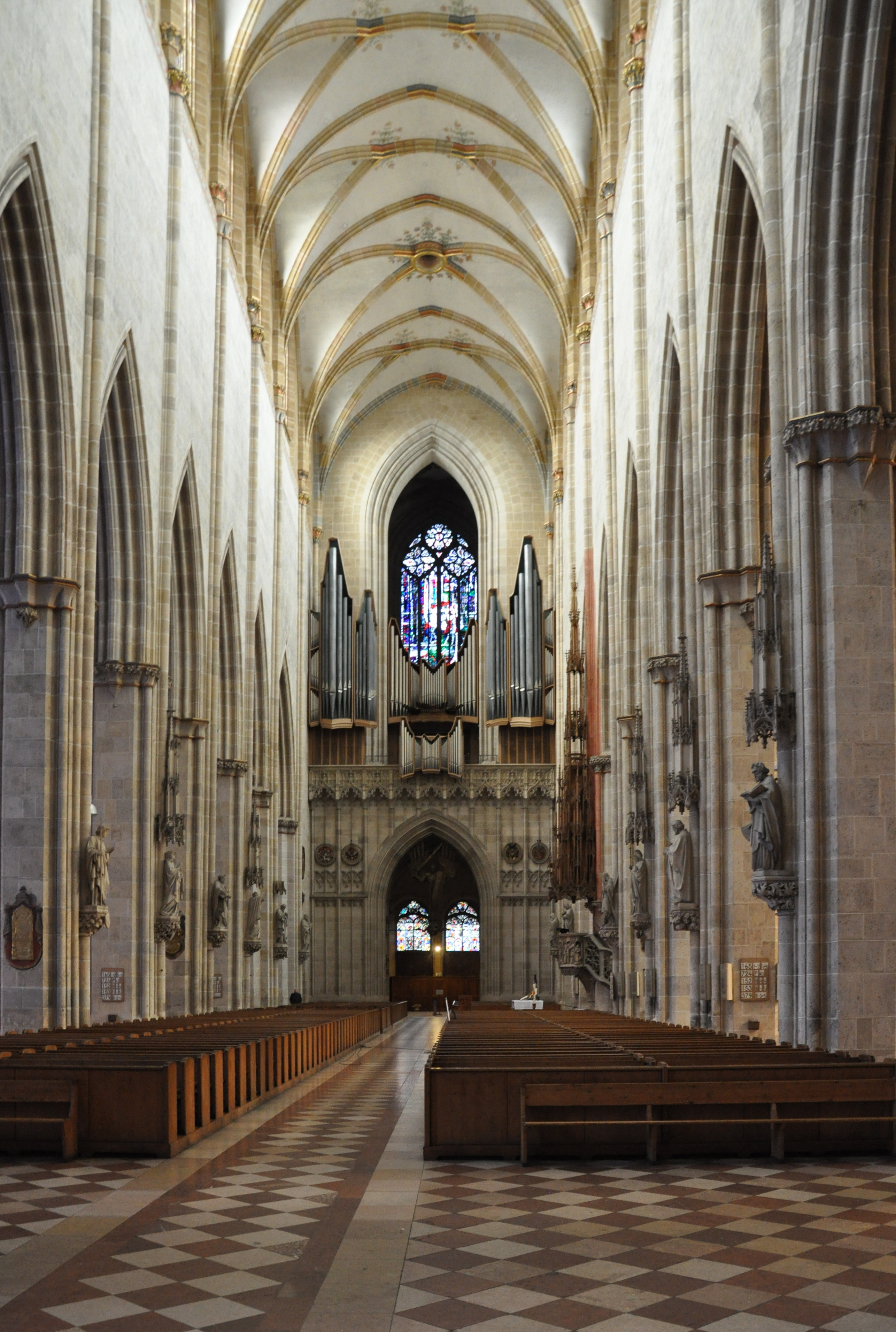
Velechrám v Ulmu (interiér)
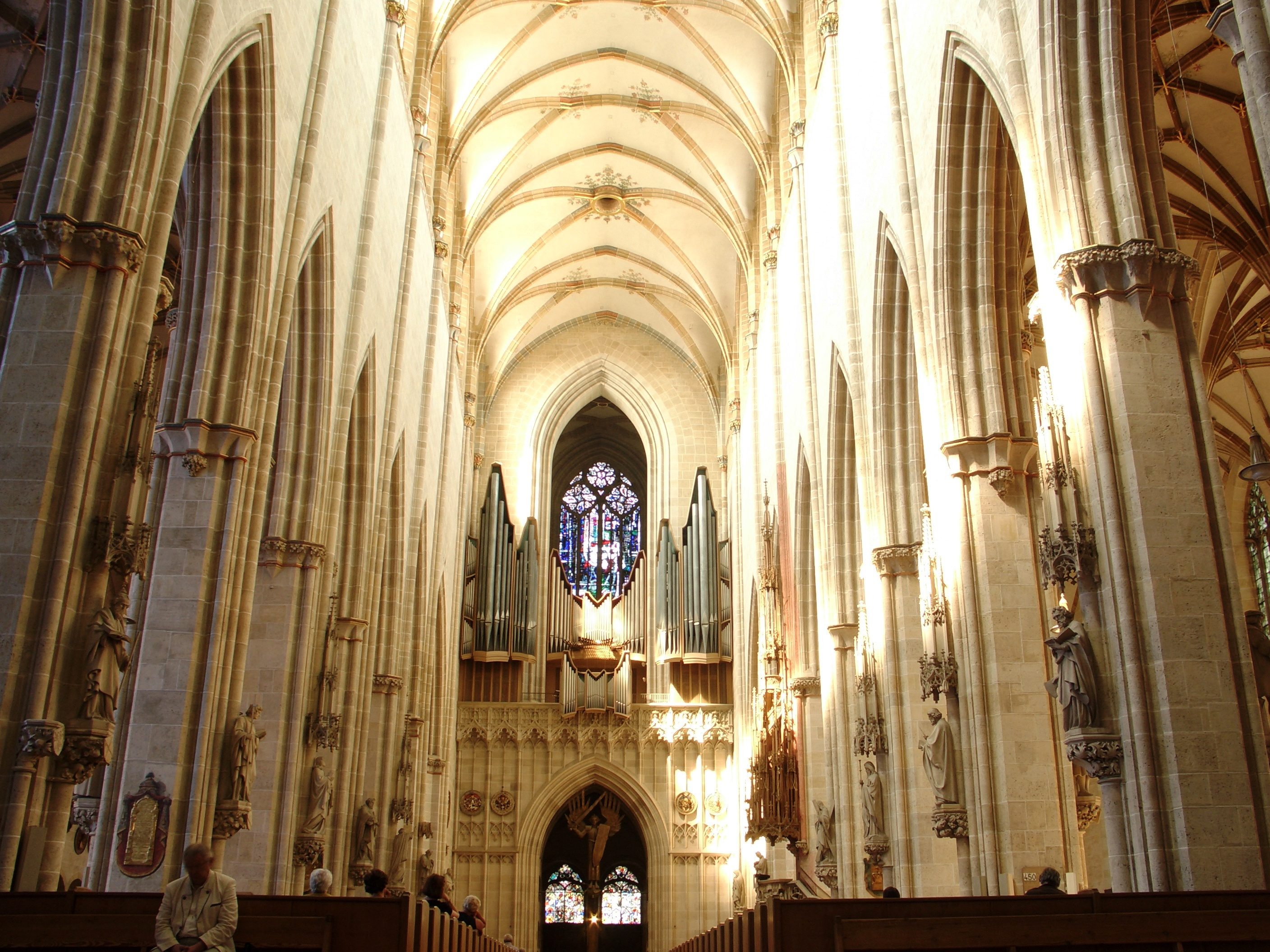
Velechrám v Ulmu (interiér)
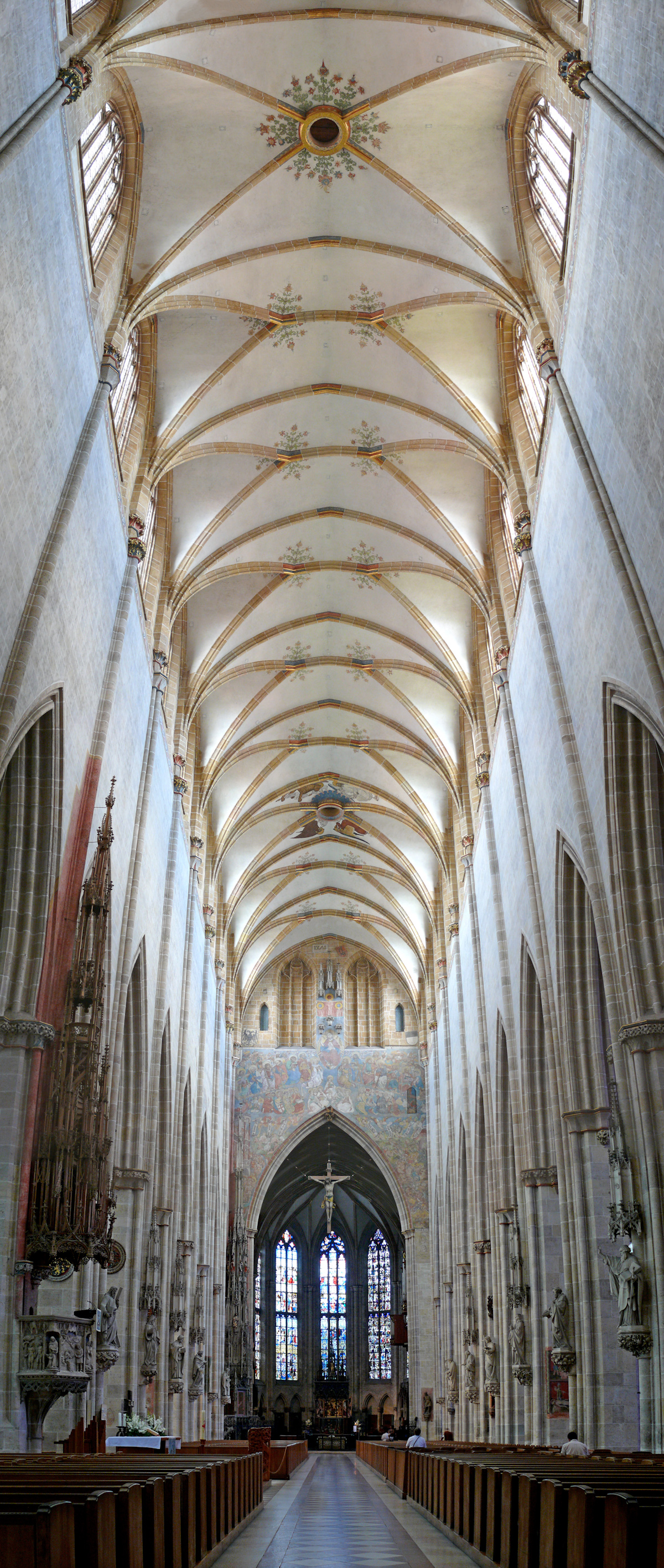
Velechrám v Ulmu (interiér)
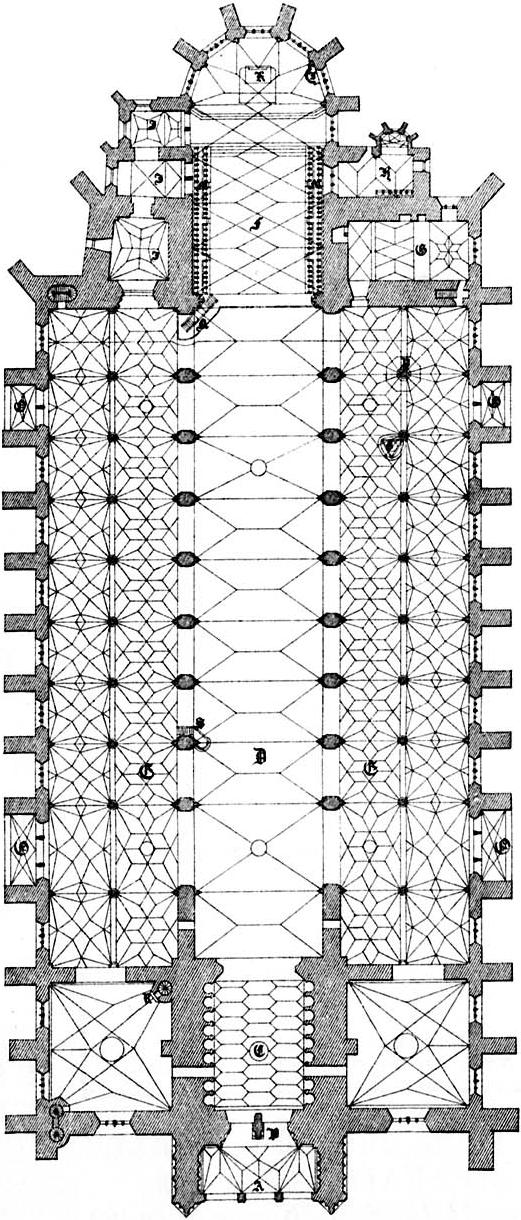
Velechrám v Ulmu (architektura)
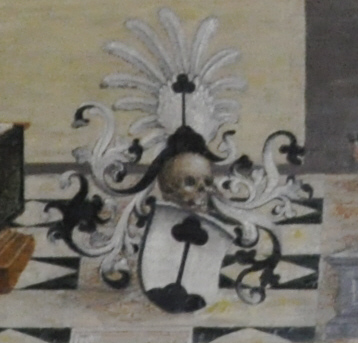
Velechrám v Ulmu (Neidhardtkapelle)